# Guðmundur Bragason
Guðmundur L. Bragason (* 21. April 1967 in Reykjavík) ist ein ehemaliger isländischer Basketballspieler. Er wurde mit 169 Länderspielen Rekordnationalspieler seines Landes und spielte zu seiner aktiven Zeit als einer der wenigen isländischen Profis auch im Ausland. Bragason spielte zwischen 1996 und 1999 für die beiden damaligen deutschen Zweitligisten BCJ Hamburg und SSV Weißenfels. 2004 beendete Guðmundur Bragason seine aktive Karriere; neben der Anzahl der Länderspiele gilt er auch als Rekordhalter in verschiedenen Kategorien wie Rebounds in der höchsten isländischen Spielklasse. Sein Sohn Jón Axel Guðmundsson stand später bei den Skyliners Frankfurt unter Vertrag.

## Karriere
Guðmundur Bragason spielte zunächst jahrelang für die Basketballmannschaft des Ungmennafélag (UMF) aus Grindavík. Mit dieser Mannschaft gewann er jedoch erst 1996 erstmals die Meisterschaft in der Úrvalsdeild karla. Anschließend wechselte er ins Ausland und schloss sich während der Saison 1996/97 in Deutschland dem BC Johanneum Hamburg in der 2. Basketball-Bundesliga an. In der Zweitliga-Saison 1996/97 gewann man die Nordstaffel nach nur drei Hauptrundenniederlagen, scheiterte jedoch in der Erstliga-Relegation am Erstligisten BG Steiner Bayreuth und dem Südgruppenersten USC Freiburg. Die folgende Saison 1997/98 schloss man punktgleich mit dem Tabellenersten BG Oldenburg-Westerstede als Dritter ab, musste aber in der Erstliga-Relegation diesmal den Erstligisten MTV Gießen und SSV Hagen den Vortritt lassen. Anschließend kehrte Guðmundur Bragason zunächst zu UMF Grindavík zurück. Als der Verein jedoch illiquide wurde, wurde er im Januar 1999 vom ambitionierten bisherigen Hamburger Ligakonkurrenten SSV Einheit Weißenfels verpflichtet. Die Weißenfelser, erst im Vorjahr aufgestiegen, belegten am Saisonende punktgleich hinter dem BC Johanneum den zweiten Platz der Gruppe Nord in der Zweitliga-Saison 1998/99. Während die Hamburger in der Relegationsrunde den Aufstieg in die höchste Spielklasse sicherstellten, verpassten die Weißenfelser sportlich zunächst äußerst knapp den Aufstieg, konnten aber später für eine andere Mannschaft in die höchste Spielklasse nachrücken. Guðmundur Bragason kehrte jedoch in seine Heimat zurück und spielte noch für Haukar aus Hafnarfjörður. Mit dieser Mannschaft konnte er jedoch keine weiteren Titel erringen, genauso wenig wie für seinen Stammverein UMF Grindavík, bei dem er seine aktive Karriere nach zwei Jahren Ausklang im Jahr 2004 beendete.
In der isländischen Herrenauswahl hatte Guðmundur Bragason 1987 gegen Schweden debütiert. Es folgten praktisch bis zum Ende seiner aktiven Karriere 168 weitere Einsätze bis 2003. Besondere Erfolge blieben Bragason in dieser Zeit verwehrt, wenn man einmal von den Wettbewerben der Division C der FIBA Europa für kleine Staaten und den Spielen der kleinen Staaten von Europa absieht.